# アイスランド国教会
アイスランド国教会（-こっきょうかい、National Church of Iceland、アイスランド語:Þjóðkirkjan）はアイスランドの国教会。正式名称はアイスランド福音ルーテル教会（Evangelical Lutheran Church of Iceland）。他の北欧諸国の国教会と同様、キリスト教の中でもルター派に属するものの、長を務めるのは国王ではなくアイスランド監督である。

## 組織
1998年1月1日をもって、教会の地位及び政府との関係を定義する新法が施行された。現在は月1回の会合が国教会の最高立法機関で、教会関連の法律は殆どこの会合で決まる。29名の代議員から構成され、うち12名は任命、17名は平信徒である（議長は平信徒の中から1名を選出）。なお、最高執行機関は聖職者と平信徒の各2名ずつから成る教会協議会である。
国内にはアイスランド監督の下、監督区がレイキャビクに1ヶ所存在。かつて監督区が置かれていたスカールホルトとホーラルには2名の副監督（vígslubiskup）が居住し、各監督区の聖堂の管理に当たるほか、監督会議などの際監督に随行する。
300ヶ所程度の教区があり、各教区は独立採算制を採用し教会の建設・維持をはじめ、教会関連の全ての業務を請け負うこととなる。このため、農村部では1人の牧師が教区を跨って担当することがある。また、教区は礼拝以外にも教育機関としての役割も有する。
150名の牧師と27名の執事がおり、14名の牧師は病院や他の機関に勤務している。1911年、アイスランド大学にルター派教会の教役者や執事を養成する神学部が誕生。神学上の最新理論に多大なる影響を与えている。

## 加盟組織
ルター派世界連盟や世界教会協議会及び欧州教会会議に参加。また、イングランド国教会ほかブリテン諸島・イベリア半島の聖公会と北欧・バルト諸国のルター派教会との間でポルヴォー・コミュニオン協定にも締結。また、カナダの福音ルター派教会とは相互交流に係る協定を結んでいる。